# Anthidium quetzalcoatli
Anthidium quetzalcoatli är en biart som beskrevs av Schwarz 1933. Anthidium quetzalcoatli ingår i släktet ullbin, och familjen buksamlarbin. Inga underarter finns listade i Catalogue of Life.